# Rasmus Paludan
Rasmus Paludan est un homme politique d’extrême droite suédo-danois, spécialiste de l’agit-prop anti-islam. Il est le président du parti politique danois Ligne dure.

## Biographie

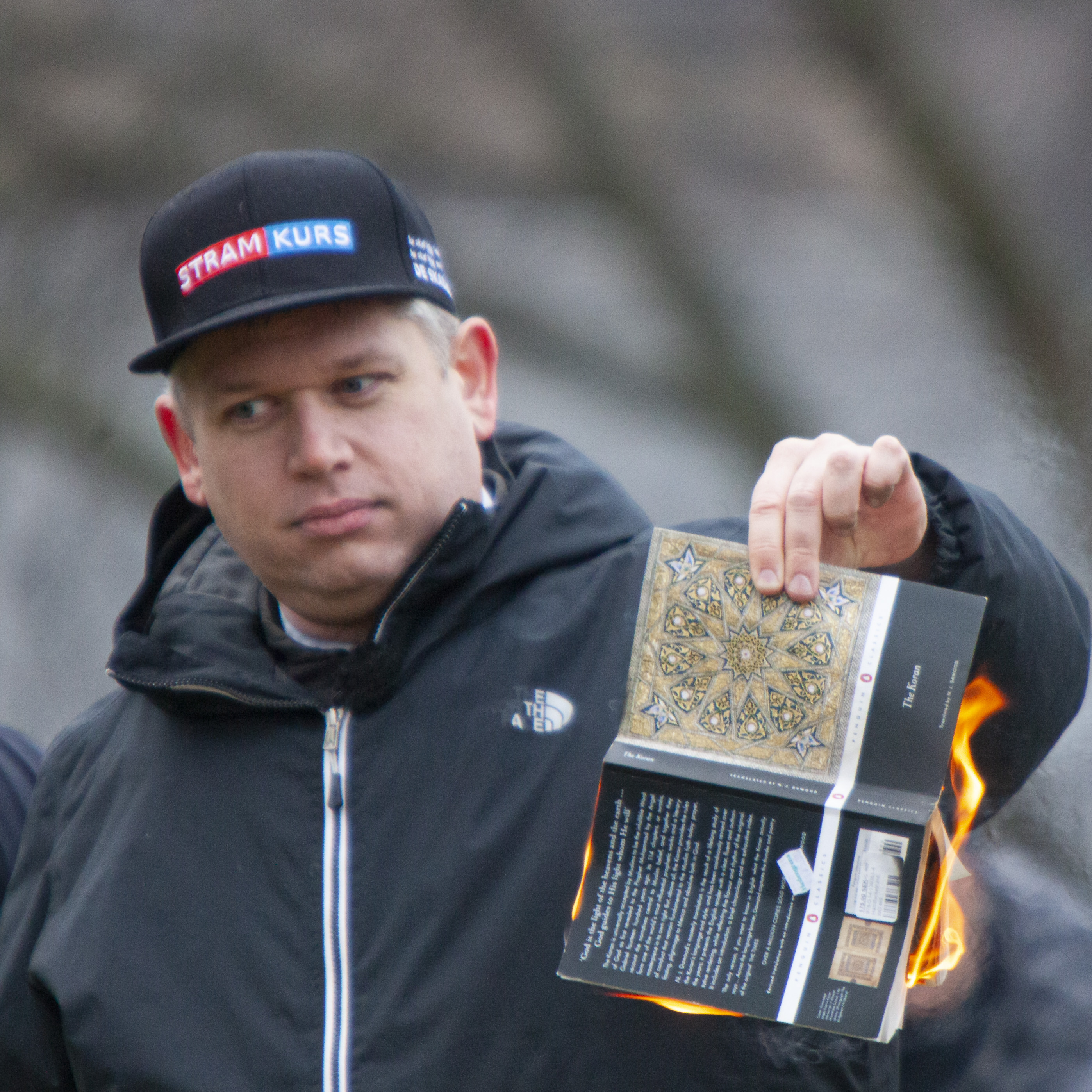
Rasmus Paludan a brûlé le Coran devant l'ambassade de Turquie à Stockholm lors d'une manifestation le 21 janvier 2023 à Stockholm, en Suède.

Avocat de profession, Rasmus Paludan se fait connaître sur YouTube en allant brûler des Corans, parfois enrobés de bacon, dans des quartiers populaires. Il réalise ses autodafés dans plusieurs capitales européennes, comme Stockholm ou Copenhague. Les autorités belges le qualifient de « prédicateur de la haine ».
Il est le dirigeant du parti politique d’extrême droite Ligne dure (Stram Kurs), qu’il a fondé en 2017.
Il est condamné pour des propos racistes en avril 2019.
Le 11 novembre 2020, fiché S en France, il est arrêté à Paris et reconduit à la frontière à titre préventif. Il prévoyait de brûler des Corans à proximité de l’Arc de triomphe lors des cérémonies du 11 novembre.
Le 12 novembre 2020, la commune de Molenbeek-Saint-Jean interdit la venue de Paludan, tandis que l'Office des étrangers interdit sa venue sur le territoire belge après qu'il a indiqué son intention de brûler un exemplaire du Coran dans la commune.
Le 15 avril 2022, des émeutes éclatent en Suède dans des quartiers à forte communauté musulmane, lors de contre-manifestations avant un autodafé du Coran à Örebro (Suède) organisé par Paludan. Des jeunes hommes incendient des camions de police et crient « Allahu Akbar ». Le bilan des graves violences survenues dans plusieurs villes du pays s'élève à 40 blessés, dont 26 policiers. Pour les autorités, ces violences seraient aussi liées aux gangs de narcotrafiquants, très actifs dans le pays. Les provocations de Paludan ont suscité les condamnations de plusieurs pays musulmans.
Il est accusé en janvier 2023 d'avoir brûlé un exemplaire du Coran devant l'ambassade de Turquie provoquant le blocage de l'adhésion de la Suède dans l'Otan, empêchant de fait l'union de celle-ci contre la Russie de Vladimir Poutine,,.
De violentes manifestations ont lieu en avril 2022 contre le groupuscule d'extrême-droite de Paludan. Le geste de celui-ci crée de nouvelles tensions notamment avec Recep Tayyip Erdoğan, le président de la Turquie,. Des manifestations ont lieu également en février 2023 pour protester contre cet acte jugé sacrilège par certains croyants. Le gouvernement, notamment vis a vis du gouvernement turc ainsi que par souci d'apaisement, interdit par deux fois durant ce même mois ce genre d'autodafé devant l'ambassade turque.
En août 2024, il est mis en examen en Suède pour « insulte » et « incitation à la haine raciale », le Danemark dont il a la nationalité ayant entre-temps adopté un projet de loi visant à interdire les autodafés de livres religieux, et notamment du Coran. Le projet de loi controversé prévoit des peines allant jusqu'à deux ans de prison.